# Campeonato Mundial de Handebol Feminino de 1975
O Campeonato Mundial de Handebol Feminino de 1975 foi a 6ª edição do Campeonato Mundial de Handebol Feminino. Foi disputado na União Soviética de 2 a 13 de dezembro de 1975, organizado pela Federação Internacional de Handebol (IHF) e pela Federação Soviética de Handebol.

## Qualificação
Sede
- União Soviética

Campeã do Campeonato Mundial de Handebol Feminino de 1973
- Iugoslávia

Qualificada da África
- Tunísia

Qualificada da Ásia
- Japão

Qualificada das Américas
- Estados Unidos

Qualificadas da Europa
- Alemanha Oriental
- Checoslováquia
- Dinamarca
- Hungria
- Noruega
- Polônia
- Romênia

## Fase Preliminar
|  | Qualificadas para a Fase Final |
|  | Disputa de 7° ao 9° lugares    |
|  | Disputa de 10° ao 12° lugares  |

### Grupo A
| Pos | Equipe         | Pts | J | V | E | D | GP | GC | SG  |
| --- | -------------- | --- | - | - | - | - | -- | -- | --- |
| 1   | Romênia        | 6   | 3 | 3 | 0 | 0 | 57 | 34 | +23 |
| 2   | Checoslováquia | 4   | 3 | 2 | 0 | 1 | 48 | 45 | +3  |
| 3   | Noruega        | 2   | 3 | 1 | 0 | 2 | 38 | 42 | −4  |
| 4   | Japão          | 0   | 3 | 0 | 0 | 3 | 39 | 61 | −22 |

| 03 de Dezembro | Checoslováquia | 21–13 | Japão | Vilnius |
| 03 de Dezembro | (10–3)         |       |       | Vilnius |
| 03 de Dezembro |                |       |       | Vilnius |

| 03 de Dezembro | Romênia | 13–10 | Noruega | Vilnius |
| 03 de Dezembro | (6–3)   |       |         | Vilnius |
| 03 de Dezembro |         |       |         | Vilnius |

| 04 de Dezembro | Romênia | 24–18 | Japão | Vilnius |
| 04 de Dezembro | (12–8)  |       |       | Vilnius |
| 04 de Dezembro |         |       |       | Vilnius |

| 04 de Dezembro | Checoslováquia | 21–12 | Noruega | Vilnius |
| 04 de Dezembro | (11–6)         |       |         | Vilnius |
| 04 de Dezembro |                |       |         | Vilnius |

| 05 de Dezembro | Romênia | 20–6 | Checoslováquia | Vilnius |
| 05 de Dezembro | (9–2)   |      |                | Vilnius |
| 05 de Dezembro |         |      |                | Vilnius |

| 05 de Dezembro | Noruega | 16–8 | Japão | Vilnius |
| 05 de Dezembro | (16–8)  |      |       | Vilnius |
| 05 de Dezembro |         |      |       | Vilnius |

### Grupo B
| Pos | Equipe     | Pts | J | V | E | D | GP | GC | SG  |
| --- | ---------- | --- | - | - | - | - | -- | -- | --- |
| 1   | Iugoslávia | 6   | 3 | 3 | 0 | 0 | 68 | 20 | +48 |
| 2   | Hungria    | 4   | 3 | 2 | 0 | 1 | 53 | 26 | +27 |
| 3   | Dinamarca  | 2   | 3 | 1 | 0 | 2 | 43 | 41 | +2  |
| 4   | Tunísia    | 0   | 3 | 0 | 0 | 3 | 17 | 94 | −77 |

| 03 de Dezembro | Iugoslávia | 16–9 | Dinamarca | Rostov-on-Don |
| 03 de Dezembro | (7–5)      |      |           | Rostov-on-Don |
| 03 de Dezembro |            |      |           | Rostov-on-Don |

| 03 de Dezembro | Hungria | 28–6 | Tunísia | Rostov-on-Don |
| 03 de Dezembro | (14–3)  |      |         | Rostov-on-Don |
| 03 de Dezembro |         |      |         | Rostov-on-Don |

| 04 de Dezembro | Iugoslávia | 41–3 | Tunísia | Rostov-on-Don |
| 04 de Dezembro | (20–2)     |      |         | Rostov-on-Don |
| 04 de Dezembro |            |      |         | Rostov-on-Don |

| 04 de Dezembro | Hungria | 17–9 | Dinamarca | Rostov-on-Don |
| 04 de Dezembro | (7–6)   |      |           | Rostov-on-Don |
| 04 de Dezembro |         |      |           | Rostov-on-Don |

| 05 de Dezembro | Iugoslávia | 11–8 | Hungria | Rostov-on-Don |
| 05 de Dezembro | (7–6)      |      |         | Rostov-on-Don |
| 05 de Dezembro |            |      |         | Rostov-on-Don |

| 05 de Dezembro | Dinamarca | 25–8 | Tunísia | Rostov-on-Don |
| 05 de Dezembro | (13–4)    |      |         | Rostov-on-Don |
| 05 de Dezembro |           |      |         | Rostov-on-Don |

### Grupo C
| Pos | Equipe            | Pts | J | V | E | D | GP | GC | SG  |
| --- | ----------------- | --- | - | - | - | - | -- | -- | --- |
| 1   | Alemanha Oriental | 5   | 3 | 2 | 1 | 0 | 63 | 24 | +39 |
| 2   | União Soviética   | 5   | 3 | 2 | 1 | 0 | 58 | 22 | +36 |
| 3   | Polônia           | 2   | 3 | 1 | 0 | 2 | 35 | 45 | −10 |
| 4   | Estados Unidos    | 0   | 3 | 0 | 0 | 3 | 18 | 83 | −65 |

| 03 de Dezembro | Alemanha Oriental | 10–10 | União Soviética | Kiev |
| 03 de Dezembro | (6–6)             |       |                 | Kiev |
| 03 de Dezembro |                   |       |                 | Kiev |

| 03 de Dezembro | Polônia | 21–6 | Estados Unidos | Kiev |
| 03 de Dezembro | (10–3)  |      |                | Kiev |
| 03 de Dezembro |         |      |                | Kiev |

| 04 de Dezembro | Alemanha Oriental | 24–6 | Polônia | Kiev |
| 04 de Dezembro | (9–4)             |      |         | Kiev |
| 04 de Dezembro |                   |      |         | Kiev |

| 04 de Dezembro | União Soviética | 33–4 | Estados Unidos | Kiev |
| 04 de Dezembro | (11–2)          |      |                | Kiev |
| 04 de Dezembro |                 |      |                | Kiev |

| 05 de Dezembro | Alemanha Oriental | 29–8 | Estados Unidos | Kiev |
| 05 de Dezembro | (15–3)            |      |                | Kiev |
| 05 de Dezembro |                   |      |                | Kiev |

| 05 de Dezembro | União Soviética | 15–8 | Polônia | Kiev |
| 05 de Dezembro | (9–3)           |      |         | Kiev |
| 05 de Dezembro |                 |      |         | Kiev |

## Disputa de 10° ao 12° lugares
|  | Classificação 10° lugar |
|  | Classificação 11° lugar |
|  | Classificação 12° lugar |

| Pos | Equipe         | Pts | J | V | E | D | GP | GC | SG  |
| --- | -------------- | --- | - | - | - | - | -- | -- | --- |
| 1   | Japão          | 4   | 2 | 2 | 0 | 0 | 43 | 20 | +23 |
| 2   | Estados Unidos | 2   | 2 | 1 | 0 | 1 | 24 | 30 | −6  |
| 3   | Tunísia        | 0   | 2 | 0 | 0 | 2 | 23 | 40 | −17 |

| 07 de Dezembro | Japão | 17–10 | Estados Unidos | Vilnius |
| 07 de Dezembro | (6–5) |       |                | Vilnius |
| 07 de Dezembro |       |       |                | Vilnius |

| 08 de Dezembro | Estados Unidos | 14–13 | Tunísia | Vilnius |
| 08 de Dezembro | (9–8)          |       |         | Vilnius |
| 08 de Dezembro |                |       |         | Vilnius |

| 09 de Dezembro | Japão   | 26–10 | Tunísia | Vilnius |
| 09 de Dezembro | (14–13) |       |         | Vilnius |
| 09 de Dezembro |         |       |         | Vilnius |

## Disputa de 7° ao 9° lugares
|  | Classificação 7° lugar |
|  | Classificação 8° lugar |
|  | Classificação 9° lugar |

| Pos | Equipe    | Pts | J | V | E | D | GP | GC | SG  |
| --- | --------- | --- | - | - | - | - | -- | -- | --- |
| 1   | Polônia   | 4   | 2 | 2 | 0 | 0 | 30 | 20 | +10 |
| 2   | Noruega   | 2   | 2 | 1 | 0 | 1 | 23 | 24 | −1  |
| 3   | Dinamarca | 0   | 2 | 0 | 0 | 2 | 19 | 28 | −9  |

| 07 de Dezembro | Polônia | 14–11 | Noruega | Vilnius |
| 07 de Dezembro | (9–5)   |       |         | Vilnius |
| 07 de Dezembro |         |       |         | Vilnius |

| 08 de Dezembro | Polônia | 16–9 | Dinamarca | Vilnius |
| 08 de Dezembro | (9–5)   |      |           | Vilnius |
| 08 de Dezembro |         |      |           | Vilnius |

| 09 de Dezembro | Noruega | 12–10 | Dinamarca | Vilnius |
| 09 de Dezembro | (8–4)   |       |           | Vilnius |
| 09 de Dezembro |         |       |           | Vilnius |

## Fase Final
|  | Campeão  |
|  | 2° lugar |
|  | 3° lugar |

| Pos | Equipe            | Pts | J | V | E | D | GP | GC | SG  |
| --- | ----------------- | --- | - | - | - | - | -- | -- | --- |
| 1   | Alemanha Oriental | 9   | 5 | 4 | 1 | 0 | 60 | 49 | +11 |
| 2   | União Soviética   | 7   | 5 | 3 | 1 | 1 | 70 | 58 | +12 |
| 3   | Hungria           | 6   | 5 | 3 | 0 | 2 | 52 | 46 | +6  |
| 4   | Romênia           | 4   | 5 | 2 | 0 | 3 | 65 | 55 | +10 |
| 5   | Iugoslávia        | 3   | 5 | 1 | 1 | 3 | 59 | 63 | −4  |
| 6   | Checoslováquia    | 1   | 5 | 0 | 1 | 4 | 43 | 78 | −35 |

| 07 de Dezembro | Alemanha Oriental | 10–9 | Hungria | Kiev |
| 07 de Dezembro | (6–6)             |      |         | Kiev |
| 07 de Dezembro |                   |      |         | Kiev |

| 07 de Dezembro | União Soviética | 17–16 | Romênia | Kiev |
| 07 de Dezembro | (13–8)          |       |         | Kiev |
| 07 de Dezembro |                 |       |         | Kiev |

| 07 de Dezembro | Iugoslávia | 13–13 | Checoslováquia | Kiev |
| 07 de Dezembro | (7–4)      |       |                | Kiev |
| 07 de Dezembro |            |       |                | Kiev |

| 09 de Dezembro | Alemanha Oriental | 13–12 | Iugoslávia | Kiev |
| 09 de Dezembro | (7–6)             |       |            | Kiev |
| 09 de Dezembro |                   |       |            | Kiev |

| 09 de Dezembro | União Soviética | 16–8 | Checoslováquia | Kiev |
| 09 de Dezembro | (12–2)          |      |                | Kiev |
| 09 de Dezembro |                 |      |                | Kiev |

| 09 de Dezembro | Hungria | 11–10 | Romênia | Kiev |
| 09 de Dezembro | (9–6)   |       |         | Kiev |
| 09 de Dezembro |         |       |         | Kiev |

| 11 de Dezembro | União Soviética | 17–12 | Iugoslávia | Kiev |
| 11 de Dezembro | (7–6)           |       |            | Kiev |
| 11 de Dezembro |                 |       |            | Kiev |

| 11 de Dezembro | Hungria | 12–5 | Checoslováquia | Kiev |
| 11 de Dezembro | (6–1)   |      |                | Kiev |
| 11 de Dezembro |         |      |                | Kiev |

| 11 de Dezembro | Alemanha Oriental | 10–7 | Romênia | Kiev |
| 11 de Dezembro | (5–4)             |      |         | Kiev |
| 11 de Dezembro |                   |      |         | Kiev |

| 13 de Dezembro | Romênia | 12–11 | Iugoslávia | Kiev |
| 13 de Dezembro | (6–6)   |       |            | Kiev |
| 13 de Dezembro |         |       |            | Kiev |

| 13 de Dezembro | Alemanha Oriental | 17–11 | Checoslováquia | Kiev |
| 13 de Dezembro | (7–7)             |       |                | Kiev |
| 13 de Dezembro |                   |       |                | Kiev |

| 13 de Dezembro | Hungria | 12–10 | União Soviética | Kiev |
| 13 de Dezembro | (6–5)   |       |                 | Kiev |
| 13 de Dezembro |         |       |                 | Kiev |

## Classificação Final
| Rank | Seleções          |
| ---- | ----------------- |
|      | Alemanha Oriental |
|      | União Soviética   |
|      | Hungria           |
| 4    | Romênia           |
| 5    | Iugoslávia        |
| 6    | Checoslováquia    |
| 7    | Polônia           |
| 8    | Noruega           |
| 9    | Dinamarca         |
| 10   | Japão             |
| 11   | Estados Unidos    |
| 12   | Tunísia           |

|  | Classificada para o Jogos Olímpicos de Verão de 1976 |

| Campeãs Mundiais Femininas de Handebol 1975 Alemanha Oriental Segundo Título Elenco: Hannelore Burosch, Hannelore Zober, Sylvia Siefert, Roswitha Krause, Kristina Richter, Petra Kahnt, Beate Kühn, Christina Lange, Evy Paskuy, Christine Gehlhof, Karin Jänicke, Evelyn Matz, Marion Tietz, Waltraud Kretzschmar, Christina Rost, Ursula Putzier. Treinadores: Peter Kretzschmar, Harry Becker |

## Ligações Externas
- International Handball Federation.info (en inglés)